# Jakov II. od Urgella
Don Jakov II. od Urgella (katalonski Jaume II d'Urgell, španjolski Jaime II de Urgel) (Balaguer, 1380. – Xàtiva, 1. lipnja 1433.), poznat kao Jakov Nesretni (katalonski el Dissortat), bio je katalonski plemić, grof Urgella, barun mjesta zvanih Alcolea de Cinca, Antillón i Fraga te vikont Àgera. Bio je posljednji grof Urgella te je neko vrijeme razmatran za nasljednika prijestolja Aragonije.

## Biografija
Don Jakov II. je rođen 1380. godine kao Jaume d'Aragó i Montferrat, sin grofa Petra II. od Urgella (umro 1408.) i njegove žene, Margarite od Montferrata (Margarida de Montferrat).
Naslijedio je svojeg oca na mjestu grofa Urgella.
Njegov djed po ocu, Jakov I. od Urgella po kome je dobio ime, bio je sin kralja Alfonsa IV. Aragonskog.
29. lipnja 1407. Jakov je oženio u Valenciji Izabelu Aragonsku (Isabel de Aragón), princezu Aragonije. Njihovo je najpoznatije dijete bila Izabela od Urgella (vojvotkinja), koja je umrla 1443. Drugo im je dijete bila Leonora; treće dijete je bila Ivana, majka Ivana IV. od Cardone; ostala su djeca Filip i Katarina (Caterina d'Urgell).
Bio je razmatran za nasljednika krune Aragonije, no nije postao kralj jer je bio optužen za ubojstvo nadbiskupa Zaragoze, Garcíje Fernándeza de Heredije. Ne samo da nije postao vladar Aragonije, već je došao u sukob s novim kraljem, Ferdinandom I. Aragonskim (Fernando de Trastámara). Kralj je doveo Jakova pred sud te mu je oduzeo posjede.
Osramoćeni Jakov umro je u dvorcu u Xàtivi 1433.